# Satow
Satow – gmina w Niemczech, w kraju związkowym Meklemburgia-Pomorze Przednie, w powiecie Rostock.

## Współpraca
- Bilsen, Szlezwik-Holsztyn
- Fleckeby, Szlezwik-Holsztyn[1]